# Jürgen Schrötteringk (Oberalter, 1622)
Jürgen Schrötteringk (* 4. Juni 1622 in Hamburg; † 10. Januar 1670 ebenda) war ein deutscher Kaufmann und Hamburger Oberalter.

## Herkunft und Familie
Schrötteringk war ein Sohn des Oberalten Diederich Schrötteringk (1597–1678) aus dessen Ehe mit Barbara Timm († 1640).
Am 4. Februar 1650 heiratete er Anna Catharina von dem Cräntzen und hatte mit ihr fünf Kinder.

## Leben und Wirken
Schrötteringk etablierte sich als Kaufmann und verwaltete verschiedene bürgerliche Ämter in Hamburg. 1652 wurde er an die Viehaccise gewählt, 1654 zum Kriegskommissar, 1655 an die Weinaccise, 1656 an die Fortifikation und 1657 als bürgerlicher Richter an das Niedergericht.
Am 11. Januar 1669 wurde Schrötteringk, für den zum Senator gewählten Albert Wulff († 1698), zum Oberalten im Kirchspiel Sankt Katharinen gewählt. Er starb aber bereits ein Jahr später. Diederich Schelhammer (1617–1690) folgte ihm als Oberalter nach.